# Клаусен, Ялмар
Ялмар Клаусен (29 августа 1905, Орхус, Ютландия — 20 ноября 1983) — датский физиолог.

## Биография
Родился 29 августа 1905 года в Орхусе. В 1921 году окончил Кафедральную школу и тут же поступил в Королевский ветеринарный и сельскохозяйственный университет, который он окончил в 1926 году. С 1928 по 1931 год работал в Исследовательской лаборатории по кормлению свиней. В 1931 году возвратился в Королевский ветеринарный и сельскохозяйственный университет, где занимал должность профессора вплоть до 1934 года. С 1934 по 1952 год заведовал экспериментальной лабораторией свиноводства и коневодства Национального НИИ.
Дальнейшая судьба неизвестна.

## Научные работы
Основные научные работы посвящены вопросам кормления, разведения и содержания сельскохозяйственных животных. Ведущий учёный Дании в этой области. Его научные труды известны во многих странах мира.
- Внёс много нового в решение практических проблем беконного свиноводства.

## Членство в обществах
- 1961-? — Член Шведской королевской академии сельского и лесного хозяйства.
- 1967-? — Иностранный член ВАСХНИЛ.
- Член Датской академии технических наук.